# Максимилиан и Шарлота
„Максимилиан и Шарлота“ (на испански: Maximiliano y Carlota) е мексиканска историческа теленовела от 1965 г., режисирана и продуцирана от Ернесто Алонсо за Telesistema Mexicano. Това е първата историческа теленовела на Телевиса. Сюжетът се базира върху историята за живота на императора на Мексико, Максимилиан I (ролята е изиграна от Гилермо Мурай), и съпругата му, Шарлота Белгийска (ролята е изиграна от Мария Ривас).

## Сюжет
Тази историческа драма разказва за живота на мексиканския император Максимилиан I, както и за любовта му със съпругата му Шарлота.
През 1864 г. Максимилиан I и Шарлота пристигат в Мексико, но републиканците, начело с Бенито Хуарес, отказват да признаят властта на императора. През 1867 г. Максимилиан I, изоставен от войските на Наполеон III, е заловен и осъден на смърт заедно със своите генерали Мигел Мирамон и Томас Мехия. Научавайки за случилото се, Шарлота губи разсъдъка си.

## Актьори
- Гилермо Мурай – Максимилиан I
- Мария Рвиас – Шарлота Белгийска
- Алберто Саяс – Наполеон III
- Анита Бланч
- Енрике Лисалде – Генерал Томас Мехия
- Джина Романд
- Марта Самора
- Антонио Паси

## Премиера
Теленовелата Максимилиан и Шарлота е излъчена по Canal 2 през 1965 г. Тъй като ролята на Бенито Хуарес е представена като отрицателна, правителството на Густаво Диас Ордас не харесва сериала, затова броят на епизодите е съкратен.

## Версии
- Juárez y Maximiliano (1933), мексикански игрален филм, режисиран от Мигел Контрерас Торес, в ролите на императорската двойка – Енрике Ерера и Медеа де Новара.
- La Paloma (1937), мексикански игрален филм, режисиран от Мигел Контрерас Торес, в ролите – Енрике Ерера и Медеа де Новара.
- Juárez (1939), американски игрален филм, режисиран от Уилям Дитерле, в ролите – Браян Аерне и Бети Дейвис.
- The Mad Empress (1940), американски игрален филм, режисиран от Мигел Контрерас Торес, в ролите – Конрад Найджъл и Медеа де Новара.
- La Cabalgata del Imperio (1942), мексикански игрален филм, режисиран от Мигел Контрерас Торес, в ролите – Рене Кардона и Медеа де Новара.
- Полетът на орела (1994), мексиканска теленовела, режисирана от Гонсало Мартинес Ортега, Хорхе Фонс и Клаудио Рейес Рубио, в ролите на императорската двойка – Марио Иван Мартинес и Лаура Флорес.